# ZKŻ Zielona Góra w sezonie 2017

## Kadra drużyny
Stan na 25 kwietnia 2017
| stat. | imię i nazwisko              | nar.      | data ur.   |
| ----- | ---------------------------- | --------- | ---------- |
| S     | Adam Chwiałkowski            | Polska    | 1981       |
| S     | Jason Doyle                  | Australia | 1985.10.06 |
| S     | Patryk Dudek                 | Polska    | 1992.06.20 |
| S     | Tomasz Dutka                 | Polska    | 1983       |
| S     | Jarosław Hampel              | Polska    | 1982.04.17 |
| S     | Andrij Karpow                | Ukraina   | 1987.01.16 |
| S     | Piotr Protasiewicz (kapitan) | Polska    | 1975.01.25 |
| S     | Jacob Thorssell              | Szwecja   | 1993.07.24 |
| J     | Mateusz Burzyński            | Polska    | 1998.12.19 |
| J     | Sebastian Niedźwiedź         | Polska    | 1997.03.07 |
| J     | Jakub Osyczka                | Polska    | 2000       |
| J     | Damian Pawliczak             | Polska    | 1999.06.20 |
| J     | Wojciech Pilarski            | Polska    | 1998.08.16 |
| J     | Oskar Potoniec               | Polska    | 2000.08.14 |
| J     | Mateusz Tonder               | Polska    | 1999       |
| J     | Alex Zgardziński             | Polska    | 1997.02.08 |
| J     | Jakub Zubczyński             | Polska    | 1999.07.07 |

## Ekstraliga

### Statystyki
Zasady klasyfikacji: minimum 1 start w rozgrywkach Ekstraligi żużlowej w sezonie 2017.
| Msc. | Żużlowiec            | Wiek | M. | B. | Pkt. | Bon. | Razem | Śr. bieg. | KSM |
| ---- | -------------------- | ---- | -- | -- | ---- | ---- | ----- | --------- | --- |
| 2    | Jason Doyle          | 32   | 3  | 15 | 32   | 3    | 35    | 2,333     | –   |
| 15   | Patryk Dudek         | 25   | 3  | 16 | 26   | 6    | 32    | 2,000     | –   |
| 22   | Piotr Protasiewicz   | 42   | 3  | 16 | 29   | 0    | 29    | 1,813     | –   |
| 37   | Jarosław Hampel      | 35   | 3  | 12 | 16   | 0    | 16    | 1,333     | –   |
| 46   | Andrij Karpow        | 30   | 3  | 13 | 12   | 1    | 13    | 1,000     | –   |
| 47   | Alex Zgardziński     | 20   | 3  | 11 | 9    | 0    | 9     | 0,818     | –   |
| NS   | Sebastian Niedźwiedź | 20   | 2  | 5  | 1    | 0    | 1     | 0,200     | –   |
| NS   | Mateusz Burzyński    | 19   | 1  | 2  | 0    | 0    | 0     | 0,000     | –   |

Wiek według roku urodzenia. Żużlowcy do 21 lat - młodzieżowcy (inaczej juniorzy),
M. - liczba meczów, B. - liczba biegów, Pkt. - liczba punktów, Bon. - liczba bonusów,
Razem - suma Pkt. i Bon., Śr. bieg. - iloraz Razem przez B., KSM - iloczyn Śr. bieg. bez Bon. razy 4,
Msc. - miejsce na liście klasyfikacyjnej, nsk - żużlowiec niesklasyfikowany
Stan na dzień 2017-05-31, po 3 meczach

### Mecze
PGE Ekstraliga 3–1–1 (Dom: 3–0–0; Wyjazd: 0–1–1)
Pierwsza runda 3–1–1 (Dom: 3–0–0; Wyjazd: 0–1–1)
| 1 runda 2 maja 201718:30                                                                                               | Ekantor.pl Falubaz Zielona Góra                                                                                        |  | MRGARDEN GKM Grudziądz | Stadion żużlowy w Zielonej Górze Sędzia: Paweł Słupski Komisarz toru: Jacek Woźniak                                        |
| 1 runda 2 maja 201718:30                                                                                               | |  | | Stadion żużlowy w Zielonej Górze Sędzia: Paweł Słupski Komisarz toru: Jacek Woźniak                                        |
| 9. Patryk Dudek 10. Jarosław Hampel 11. Jason Doyle 12. Andriej Karpow 13. Piotr Protasiewicz 14. Sebastian Niedźwiedź | 9. Patryk Dudek 10. Jarosław Hampel 11. Jason Doyle 12. Andriej Karpow 13. Piotr Protasiewicz 14. Sebastian Niedźwiedź |  | 1. Antonio Lindbäck 2. Krystian Pieszczek 3. Rafał Okoniewski 4. Krzysztof Buczkowski 5. Artiom Łaguta 6. Dawid Wawrzyniak | 1. Antonio Lindbäck 2. Krystian Pieszczek 3. Rafał Okoniewski 4. Krzysztof Buczkowski 5. Artiom Łaguta 6. Dawid Wawrzyniak |

| 2 runda 22 kwietnia 201720:00 | Ekantor.pl Falubaz Zielona Góra | 54:36 | Get Well Toruń | Stadion żużlowy w Zielonej Górze Widzów: 9 000 Sędzia: Wojciech Grodzki Komisarz toru: Zbigniew Kuśnierski |
| 2 runda 22 kwietnia 201720:00 | 9. Patryk Dudek 12 (3,2,2,3,2) 10. Jarosław Hampel 6 (0,3,3,0) 11. Jason Doyle 13 (2,2,3,3,3) 12. Andrij Karpow 8 (3,3,2,0,w) 13. Piotr Protasiewicz 10 (3,u,3,1,3) 14. Sebastian Niedźwiedź 1 (0,1,0) 15. Alex Zgardziński 4 (2,1,1) | 54:36 | 1. Greg Hancock 2 (2,0,0,-) 2. Michael Jepsen Jensen 8 (1,1,2,2,2,0) 3. Chris Holder 2 (0,2,0,-,-) 4. Grzegorz Walasek 10 (1,3,1,3,1,1) 5. Adrian Miedziński 6 (0,1,1,2,2) 6. Daniel Kaczmarek 5 (3,0,1,1) 7. Igor Kopeć-Sobczyński 3 (1,2,0) | Stadion żużlowy w Zielonej Górze Widzów: 9 000 Sędzia: Wojciech Grodzki Komisarz toru: Zbigniew Kuśnierski |

| 3 runda 30 kwietnia 201716:30 | FOGO Unia Leszno | 64:24 | Ekantor.pl Falubaz Zielona Góra | Stadion im. Alfreda Smoczyka Sędzia: Wojciech Grodzki |
| 3 runda 30 kwietnia 201716:30 | 9. Emil Sajfutdinow 10 (2,2*,2,3,1*) 10. Peter Kildemand 10 (1*,3,1*,3,2*) 11. Piotr Pawlicki 6 (w,2*,1,3) 12. Janusz Kołodziej 11 (3,3,3,2*,-) 13. Nicki Pedersen 12 (2,2*,3,2*,3) 14. Bartosz Smektała 10 (3,3,2*,2) 15. Dominik Kubera 5 (2*,1,2*) | 64:24 | 1. Patryk Dudek 5 (3,1,0,1,d) 2. Jarosław Hampel 2 (0,0,1,-,1) 3. Jason Doyle 8 (1,1,3,0,3) 4. Andrij Karpow 2 (2,0,0,0) 5. Piotr Protasiewicz 8 (3,1,2,1,1) 6. Alex Zgardziński 1 (1,0,0,0) 7. Sebastian Niedźwiedź 0 (0,u,-) | Stadion im. Alfreda Smoczyka Sędzia: Wojciech Grodzki |

| 4 runda 8 czerwca 2017 | Ekantor.pl Falubaz Zielona Góra | 53:37 | Włókniarz Vitroszlif CrossFit Częstochowa | Stadion żużlowy w Zielonej Górze |
| 4 runda 8 czerwca 2017 |                                 | 53:37 |                                           | Stadion żużlowy w Zielonej Górze |

| 5 runda 21 maja 2017 | ROW Rybnik |  | Ekantor.pl Falubaz Zielona Góra | Stadion Miejski w Rybniku |
| 5 runda 21 maja 2017 |            |  |                                 | Stadion Miejski w Rybniku |

| 6 runda 28 maja 201720:00 | CASH BROKER Stal Gorzów | 45:45 | Ekantor.pl Falubaz Zielona Góra | Stadion im. Edwarda Jancarza Widzów: 14500 Sędzia: Paweł Słupski Komisarz toru: Jacek Woźniak |
| 6 runda 28 maja 201720:00 | 9. Niels K. Iversen 7+2 (3,1*,1*,1,1) 10. Linus Sundström 4 (0,2,2,0) 11. Przemysław Pawlicki 8+1 (3,2,1*,1,1) 12. Martin Vaculík 7+1 (1,1*,2,3,0) 13. Bartosz Zmarzlik 12 (2,3,2,2,3) 14. Alan Szczotka 3 (3,0,0) 15. Rafał Karczmarz 4+3 (2*,1*,1*) | 45:45 | 1. Patryk Dudek 9+3 (1*,0,3,1,2*,2*) 2. Jarosław Hampel 8 (2,3,0,-,3) 3. Jason Doyle 11+1 (2,1*,3,3,2) 4. Andrij Karpow 2 (0,2,0,0) 5. Piotr Protasiewicz 11 (3,3,3,2,0) 6. Alex Zgardziński 4 (1,0,0,3) 7. Mateusz Burzyński 0 (0,-,0) | Stadion im. Edwarda Jancarza Widzów: 14500 Sędzia: Paweł Słupski Komisarz toru: Jacek Woźniak |

| 7 runda 2 czerwca 2017 | Ekantor.pl Falubaz Zielona Góra | 48:42 | BETARD Sparta Wrocław | Stadion żużlowy w Zielonej Górze |
| 7 runda 2 czerwca 2017 |                                 | 48:42 |                       | Stadion żużlowy w Zielonej Górze |

Runda rewanżowa 0–0–0 (Dom: 0–0–0; Wyjazd: 0–0–0)
| 8 runda 11 czerwca 2017 | MRGARDEN GKM Grudziądz |  | Ekantor.pl Falubaz Zielona Góra | Stadion żużlowy w Grudziądzu |
| 8 runda 11 czerwca 2017 |                        |  |                                 | Stadion żużlowy w Grudziądzu |

| 9 runda 16 czerwca 2017 | Get Well Toruń |  | Ekantor.pl Falubaz Zielona Góra | Motoarena Toruń |
| 9 runda 16 czerwca 2017 |                |  |                                 | Motoarena Toruń |

| 10 runda 25 czerwca 2017 | Ekantor.pl Falubaz Zielona Góra |  | FOGO Unia Leszno | Stadion żużlowy w Zielonej Górze |
| 10 runda 25 czerwca 2017 |                                 |  |                  | Stadion żużlowy w Zielonej Górze |

| 11 runda 30 lipca 2017 | Włókniarz Vitroszlif CrossFit Częstochowa |  | Ekantor.pl Falubaz Zielona Góra | Arena Częstochowa |
| 11 runda 30 lipca 2017 |                                           |  |                                 | Arena Częstochowa |

| 12 runda 6 sierpnia 2017 | Ekantor.pl Falubaz Zielona Góra |  | ROW Rybnik | Stadion żużlowy w Zielonej Górze |
| 12 runda 6 sierpnia 2017 |                                 |  |            | Stadion żużlowy w Zielonej Górze |

| 13 runda 13 sierpnia 2017 | Ekantor.pl Falubaz Zielona Góra |  | CASH BROKER Stal Gorzów | Stadion żużlowy w Zielonej Górze |
| 13 runda 13 sierpnia 2017 |                                 |  |                         | Stadion żużlowy w Zielonej Górze |

| 14 runda 20 sierpnia 2017 | BETARD Sparta Wrocław |  | Ekantor.pl Falubaz Zielona Góra | Stadion Olimpijski we Wrocławiu |
| 14 runda 20 sierpnia 2017 |                       |  |                                 | Stadion Olimpijski we Wrocławiu |

| Bilans meczów |   |   |   |   |   |   |   |   |   |    |    |    |    |    |    |    |    |    |
| Kolejka       | 1 | 2 | 3 | 4 | 5 | 6 | 7 | 8 | 9 | 10 | 11 | 12 | 13 | 14 | 15 | 16 | 17 | 18 |
| Miejsce       | D | D | W | D | W | W | D | W | W | D  | W  | D  | D  | W  |    |    |    |    |
| Rezultat      |   | Z | P |   | Z | R | Z |   |   |    |    |    |    |    |    |    |    |    |
| Pozycja       |   | 1 | 6 | 7 | 7 | 4 | 3 |   |   |    |    |    |    |    |    |    |    |    |

Legenda:       runda zasadnicza: kolejki 1–14;       play-off: kolejki 15–18;       1. miejsce;       2. miejsce;       3. miejsce;       Baraż o prawo startu w ekstralidze w 2017 roku;       Spadek
D – Mecz rozgrywany u siebie; W – Mecz rozgrywany na wyjeździe; Z – zwycięstwo; P – przegrana; R – remis

## Grand Prix IMŚ na żużlu 2017

### Punkty w poszczególnych zawodach Grand Prix
| Zawodnik zakwalifikowany do przyszłorocznego GP |
| Stali uczestnicy                                |
| Dzika karta, stali rezerwowi, rezerwa toru      |

| Lp. | Zawodnik           | Suma | SVN | POL | LAT | CZE | DNK | GBR | SWE | POL | DEU | STK | POL | AUS |
| 1   | (692) Patryk Dudek | 38   | 13  | 9   | 16  |     |     |     |     |     |     |     |     |     |
| Lp. | Zawodnik           | Suma | SVN | POL | LAT | CZE | DNK | GBR | SWE | POL | DEU | STK | POL | AUS |

## Poza rozgrywkami

### Turniej o Koronę Bolesława Chrobrego – Pierwszego Króla Polski 2017
| Zawodnik     | Miejsce | Punkty | Biegi       |
| ------------ | ------- | ------ | ----------- |
| Patryk Dudek | 6       | 12     | 3,3,1,3,1,1 |

### Memoriał Edwarda Jancarza 2017
| Zawodnik     | Miejsce | Punkty | Biegi         |
| ------------ | ------- | ------ | ------------- |
| Patryk Dudek | 1       | 13     | 2,0,w,3,3+2+3 |

### Turniej o Złoty Kask 2017
| Zawodnik           | Miejsce | Punkty | Biegi     |
| ------------------ | ------- | ------ | --------- |
| Patryk Dudek       | 5       | 9      | 2,1,3,3,0 |
| Piotr Protasiewicz | 10      | 7      | 3,0,1,3,0 |

### Turniej o Srebrny Kask 2017
| Zawodnik             | Miejsce | Punkty | Biegi     |
| -------------------- | ------- | ------ | --------- |
| Alex Zgardziński     | 5       | 11     | 3,3,1,3,1 |
| Sebastian Niedźwiedź | 14      | 2      | 2,d       |
| Arkadiusz Potoniec   | 17      | 0      | 0,0,d     |

### Drużynowe Mistrzostwa Polski Juniorów
| Runda | Miejsce | Zawodnik             | Punkty | Biegi     | Suma po rundzie |
| ----- | ------- | -------------------- | ------ | --------- | --------------- |
| I     | 4       | Wojciech Pilarski    | 6      | 1,1,3,1   | 20              |
| I     | 4       | Mateusz Burzyński    | 4+2    | 0,2*,2*,0 | 20              |
| I     | 4       | Sebastian Niedźwiedź | 10+1   | 2,3,3,2*  | 20              |
| II    | 1       | Sebastian Niedźwiedź | 10+1   | 1*,3,3,3  | 24              |
| II    | 1       | Alex Zgardziński     | 5+1    | t,3,2*,-  | 24              |
| II    | 1       | Mateusz Burzyński    | 7+2    | -,2*,2*,3 | 24              |
| II    | 1       | Wojciech Pilarski    | 4+1    | 2,w,2*    | 24              |
| III   | 3       | Mateusz Burzyński    | 4      | 1,0,-,3   | 19              |
| III   | 3       | Sebastian Niedźwiedź | 5+2    | 3,1*,1*,- | 19              |
| III   | 3       | Alex Zgardziński     | 6      | 2,2,2,-   | 19              |
| III   | 3       | Wojciech Pilarski    | 4+1    | 2,1*,1*   | 19              |
| Suma  | Suma    | Suma                 | Suma   | Suma      | 63              |